# Université d'odontologie de Kyūshū
L'Université d'odontologie de Kyūshū (九州歯科大学, Kyūshū sika daigaku) est une université publique du Japon située dans la ville de Kitakyūshū. 